# David Jansen
David Jansen (Soest, 1971) is een Nederlands klavecinist en organist.
Hij groeide op in een Utrechtse muzikantenfamilie en is zoon van organist Jan Jansen. Na de eerste lessen in familiekring op het gebied van zang en klavierspel zette hij zijn studie voort bij Jan Welmers en Jan Raas aan het Utrechts Conservatorium en bij Leo van Doeselaar aan het Koninklijk Conservatorium in Den Haag. Daarnaast volgde hij diverse masterclasses, onder meer bij Ton Koopman, Wolfgang Zerer, Harald Vogel en Barthold Kuijken. Hij won prijzen bij diverse concoursen, onder meer het Internationaal Orgelconcours Nijmegen 2000 (1e prijs) en het Internationaal Hendrik Andriessen Orgelconcours 1992.

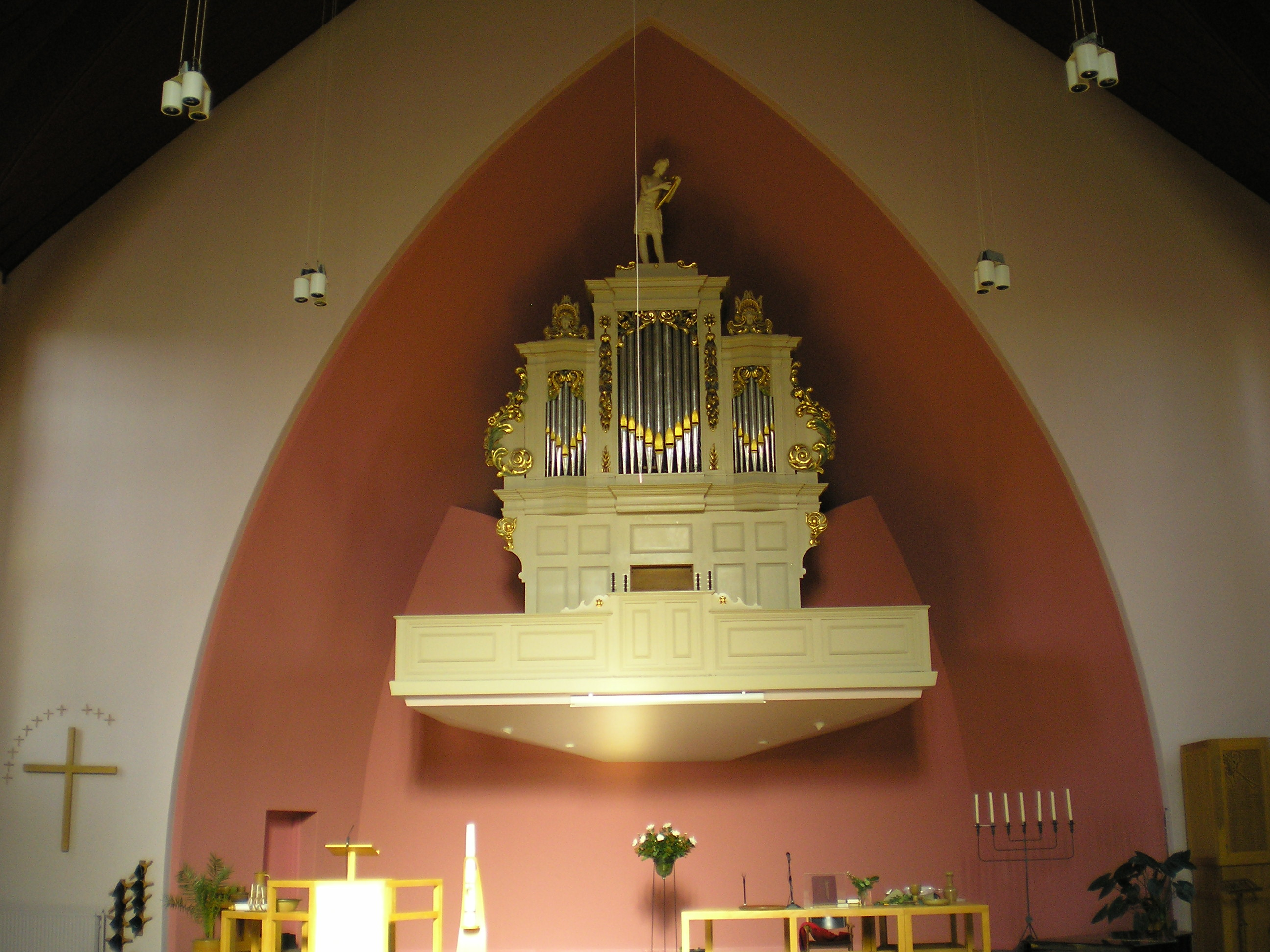
Ruprechtorgel in de Tuindorpkerk in Utrecht

## Organist
David Jansen is vaste bespeler van het monumentale Ruprechtorgel (1705) in de Tuindorpkerk in Utrecht.
Op de belangrijkste historische orgels in Nederland en daarbuiten geeft hij solorecitals. Hij concerteerde onder meer op het Schnitger-orgel in de Grote Kerk in Alkmaar, het Schonat-orgel in de Nieuwe Kerk (Amsterdam), het orgel in de Sint Janskathedraal in 's-Hertogenbosch, het Schnitger-orgel in de Der Aa-kerk en het Schnitger/Hinsz-orgel in de Martinikerk in Groningen, het Robustelly-orgel in de Sint-Lambertuskerk in Helmond, het Van Hagerbeer-orgel in de Pieterskerk in Leiden, het Bätzorgel in de Domkerk in Utrecht en het Maarschalkerweerd-orgel in het Concertgebouw in Amsterdam.

## Ensemblespeler
Jansen zong enige tijd bij Cappella Amsterdam en begeleidt regelmatig vocalisten. Op toetsen is hij actief als solist, continuo-speler en begeleider, met een speciale voorliefde voor de eerste helft van de twintigste eeuw en de barok. Hij werkt geregeld samen met de sopraan Claron McFadden, violiste Janine Jansen (zijn zuster) en de mezzosopraan Wilke te Brummelstroete. Met gambist Ralph Meulenbroeks vormt hij het duo Victoria’s Delight. In het Ensemble Oostenrijk/Jansen speelt hij samen met zijn broer - de cellist Maarten Jansen - en de zusters Pauline (hobo) en Nienke (sopraan) Oostenrijk. Tevens speelt David in het Amorfortia Ensemble, dat verder bestaat uit Hannie Slingerland (sopraan) en Rudolf Weges (trompet).
Behalve op de belangrijkste Nederlandse concertpodia speelde hij in Spanje, Duitsland, Frankrijk, België, Engeland en Tsjechië. Hij was te horen op diverse festivals, zoals het Festival Oude Muziek Utrecht, Festival Mitte Europa en het Internationaal Kamermuziekfestival Utrecht.

## Opnamen en concerten
David Jansen maakte verscheidene radio- en televisieopnamen en cd's, waaronder 'Mozarts orgelwerken à quatre mains' (de twee andere handen zijn van zijn vader, domorganist Jan Jansen), Bachs Musikalisches Opfer, diens Kunst der Fuge en kamermuziek van Belle van Zuylen.
Tijdens concerten speelt David Jansen op eigen instrumenten:
- een kopie van het uit 1624 daterende twee-klaviers Hans Ruckers II-klavecimbel met grand-ravalement, in 2005 gebouwd door Titus Crijnen; het origineel staat in het Musée d’Unterlinden in Colmar, Frankrijk;
- een kopie van een één-klaviers Vlaams klavecimbel met een petit-ravalement, in 2006 gebouwd door Titus Crijnen;
- een Italiaans klavecimbel, een stijlkopie volgens vroeg-achttiende-eeuwse principes, gebouwd door Hans van Rossum in 1998; en
- een Klop kistorgel gebouwd door Henk Klop in 2006.